# Степанов, Сергей Прохорович
Сергей Прохорович Степанов (20 октября 1907 года, дер. Могарец, Смоленская губерния — 31 августа 1965 года, Ереван) — советский военачальник, генерал-майор (3 августа 1953).

## Начальная биография
Сергей Прохорович Степанов родился 20 октября 1907 года в деревне Могарец Смоленской губернии.

## Военная служба

### Довоенное время
В октябре 1929 года призван в ряды РККА и направлен в 252-й стрелковый полк (84-я стрелковая дивизия, Московский военный округ), дислоцированный в Туле, где в 1930 году окончил полковую школу, после чего направлен на учёбу в Нижегородскую пехотную школу имени И. В. Сталина. По окончании школы с марта 1932 года служил в составе 144-го стрелкового полка (48-я стрелковая дивизия), дислоцированного в г. Вышний Волочек, на должностях командира взвода, командира и политруком пулемётной роты, начальника штаба батальона.
В августе 1937 года С. П. Степанов назначен на должность командира батальона в составе 15-го стрелкового полка (5-я стрелковая дивизия, Белорусский военный округ), дислоцировавшегося в Полоцке. С октября 1939 года исполнял должность начальника штаба Полоцкого укреплённого района, однако в декабре того же года переведён на должность помощника командира батальона по пулемётному делу Минского пехотного училища, а в феврале 1940 года — на должность командира батальона Лепельского пехотного училища, в мае 1941 года переименованного в Череповецкое пехотное училище.

### Великая Отечественная война
С началом войны находился на прежней должности.
В сентябре 1941 года майор С. П. Степанов назначен командиром 293-го запасного лыжного стрелкового полка (Архангельский военный округ), в октябре — командиром 3-й маневренной воздушно-десантной бригады (Московский военный округ), а в июле 1942 года — командиром 9-й воздушно-десантной бригады (4-й воздушно-десантный корпус).
В августе подполковник С. П. Степанов переведён на должность заместителя командира 38-й гвардейской стрелковой дивизии (1-я гвардейская армия, Сталинградский фронт), после чего принимал участие в оборонительных боевых действиях в районе Кременская и Ново-Григорьевская в ходе Сталинградской битвы. В начале сентября ранен, после чего лечился в госпитале. По излечении в ноябре 1942 года назначен командиром 18-й воздушно-десантной бригады, которая в декабре преобразована в 8-й гвардейский воздушно-десантный полк в составе 3-й гвардейской воздушно-десантной дивизии резерва Ставки Верховного Главнокомандования, а подполковник С. П. Степанов назначен его командиром.
В январе 1943 года переведён на должность заместителя командира 10-й гвардейской воздушно-десантной дивизии (Северо-Западный фронт), ведшей боевые действия в междуречье рек Ловать и Редья, а с мая — в районе города Старая Русса.
В июле 1943 года подполковник С. П. Степанов назначен командиром 20-й гвардейской воздушно-десантной бригады в составе резерва Ставки Верховного Главнокомандования, а в январе 1944 года — заместителем командира 13-й гвардейской воздушно-десантной дивизии (Московский военный округ, с августа — Отдельная воздушно-десантная армия), а 13 августа — командиром этой же дивизии. В декабре 13-я гвардейская воздушно-десантная дивизия преобразована в 103-ю гвардейскую стрелковую, вскоре включена в состав 37-го гвардейского стрелкового корпуса и с марта 1945 года принимала участие в боевых действиях в ходе Балатонской оборонительной и Венской наступательной операциях и в освобождении Чехословакии.

### Послевоенная карьера
С июня 1945 года полковник С. П. Степанов находился в распоряжении Военного совета 9-й гвардейской армии (Центральная группа войск), затем Главного управления кадров НКО СССР и вскоре направлен на учёбу в Высшую военную академию имени К. Е. Ворошилова, после которой в мае 1948 года на должность начальника отдела боевой подготовки 1-й отдельной Краснознаменной армии (Дальневосточный военный округ), в сентябре 1950 года — на должность командира 121-й стрелковой дивизии (14-я армия), а в августе 1954 года — на должность заместителя командира 2-го гвардейского стрелкового корпуса (Прибалтийский военный округ).
С мая 1956 года служил в Закавказском военном округе заместителем командира 13-го стрелкового корпуса, в июле того же года переименованного в 31-й особый стрелковый, с декабря 1957 года — командиром 19-го армейского корпуса (7-я гвардейская армия), а с сентября 1960 года — начальником отдела боевой подготовки — заместителем командующего 4-й армией по боевой подготовке.
Генерал-майор Сергей Прохорович Степанов с ноября 1962 года находился в распоряжении главкома Сухопутных войск и 30 декабря того же года вышел в запас. 
Умер 31 августа 1965 года в Ереване.

## Награды
- Орден Ленина (20.04.1953);
- Три ордена Красного Знамени (02.12.1942, 15.11.1950, 30.12.1956);
- Орден Кутузова 2 степени (28.04.1945);
- Орден Красной Звезды (03.11.1944);
- Медали.